# Kopljare
Kopljare (cyr. Копљаре) – wieś w Serbii, w okręgu szumadijskim, w gminie Aranđelovac. W 2011 roku liczyła 918 mieszkańców.